# Melica rectiflora
Melica rectiflora là một loài thực vật có hoa trong họ Hòa thảo. Loài này được Boiss. & Heldr. mô tả khoa học đầu tiên năm 1854.